# 亀井玉堂
亀井 玉堂（かめい ぎょくどう、享和元年（1801年） - 嘉永4年3月17日（1851年4月18日））とは江戸時代の名古屋の浮世絵師、画家。

## 来歴
森玉僊、後に山本梅逸の門人。亀井氏であったが後に加藤氏を称す。名は半二。玉堂、玉暁、石華と号す。若い時には玉僊に師事、肉筆浮世絵を描いていたが、後に京都の山本梅逸の元へ行き画域を広げた。文政年間に瀬戸へ赴き、陶工の川本治兵衛、川本半助らの窯において絵付けをしている。肉筆の美人画、南蛮風の花鳥画に優れており、その技術を十二分に染付けに生かした。特に晩年、陶工の川本伊六と組んで制作した染付け磁器は「半二焼」と呼ばれて重宝された。享年51。

## 作品
- 「壮美二妓読書の図」 1幅 文政8年（1825年）
- 「草花図」 1幅 天保10年（1839年）
- 「通天暮秋図」 1幅